# واگسوی
واگسوی (به لاتین: Vågsøy) یک منطقهٔ مسکونی در نروژ است که در سون او فیوردانه واقع شده‌است. واگسوی ۱۷۶٫۷۰ کیلومتر مربع مساحت و ۶٬۰۰۱ نفر جمعیت دارد.